# Bojkové
Bojkové (ukrajinsky бойки, polsky Bojkowie, slovensky Bojkovia nebo Pujďáci) neboli Verchovinci jsou lingvisticky východoslovanské etnikum, obývající jižní svahy Karpat mezi řekami Uh a San na západě a Limnica a Teresva na východě na území dnešní Ukrajiny, Slovenska a Polska.

## Rozšíření
Žijí v části Ivanofrankivské, Lvovské a Zakarpatské oblasti (Volovecký a Mižhirský rajón) Ukrajiny, na krajním východě Slovenska (na východ od Sniny, kde jim občas říkají „Pujďáci“) a Polska.
Výraz Bojkové pravděpodobně pochází ze slova „boje“, což v místním dialektu znamená „ano“. Samotní Bojkové v minulosti označovali sami sebe za „ruský národ“ (tím však není myšlen ruský národ v kontextu současného Ruska, nýbrž „ruský národ“ na Kyjevské Rusi) nebo za Rusíny, a název Bojkové používali jen jejich sousedé. V současnosti se většina Bojků hlásí k ukrajinské národnosti, jen nepatrná část k rusínské národnosti. Bojkové jsou převážně řeckokatolického vyznání.

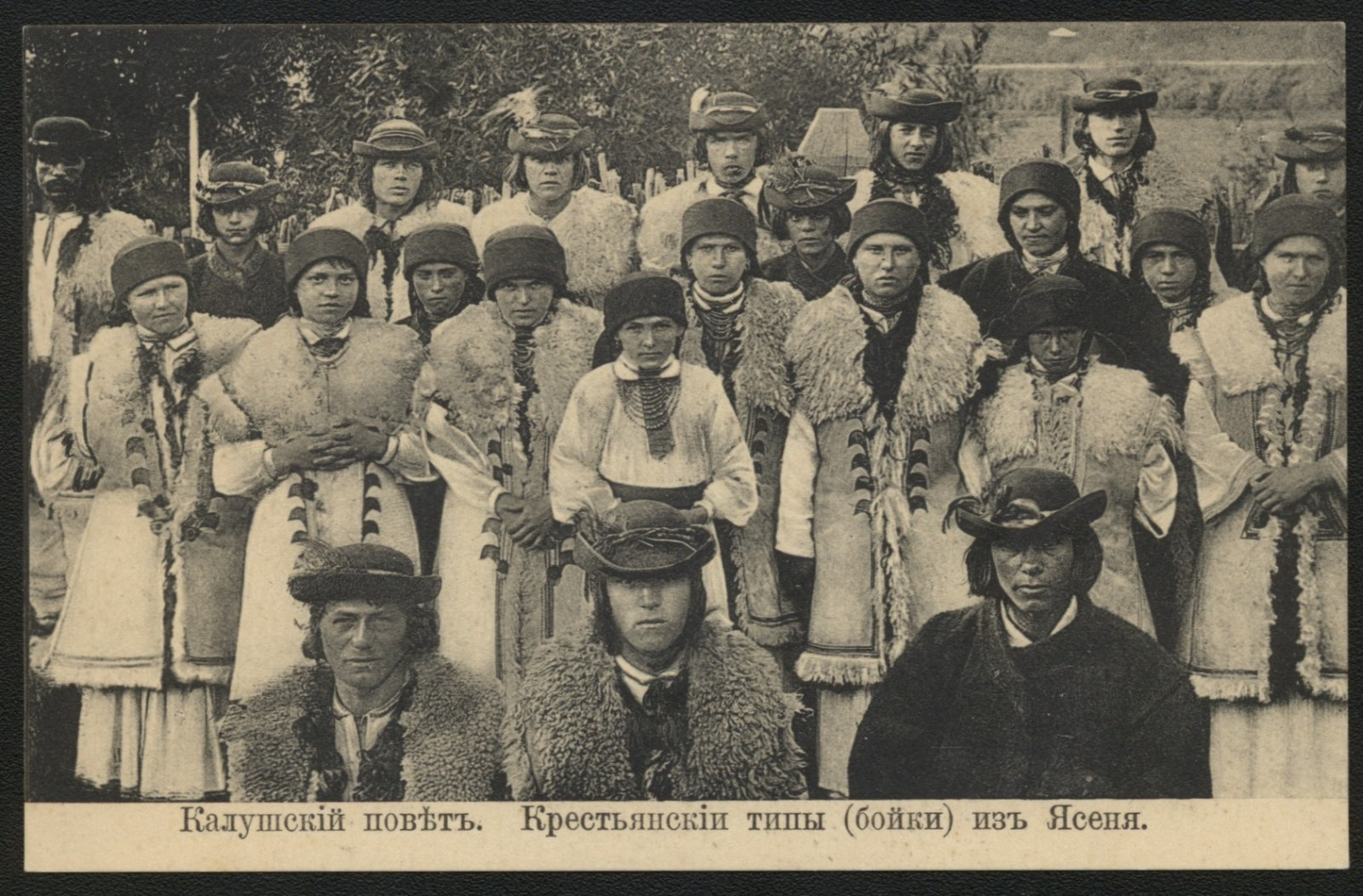
Skupina Bojků (1910)